# Neharelaje
Neharelaje (belarusiska: Негарэлае) är en agropolis i Belarus. Den ligger i voblasten Minsks voblast, i den centrala delen av landet, 50 km sydväst om huvudstaden Minsk. Neharelaje ligger 181 meter över havet och antalet invånare är 1 000.

## Natur och klimat
Terrängen runt Neharelaje är platt. Närmaste större samhälle är Dziarzjynsk, 9,1 km nordost om Neharelaje.
Omgivningarna runt Nehorelaje är en mosaik av jordbruksmark och naturlig växtlighet. Runt Neharelaje är det ganska tätbefolkat, med 52 invånare per kvadratkilometer.